# Давні (Каліфорнія)
Давні (англ. Downey) — місто (англ. city) в США,  на південному сході округу Лос-Анджелес штату Каліфорнія. Знаходиться за 21 кілометр на південний схід від Лос-Анджелеса. Населення — 114 355 осіб (2020).

## Географія
Давні розташоване за координатами 33°56′18″ пн. ш. 118°7′51″ зх. д. / 33.93833° пн. ш. 118.13083° зх. д. (33.938237, -118.130856).  За даними Бюро перепису населення США в 2010 році місто мало площу 32,55 км², з яких 32,14 км² — суходіл та 0,41 км² — водойми. Висота центру населеного пункту — 36 метрів над рівнем моря.
Давні межує з містами Коммерс на півночі, Піко-Рівера на північному сході, Санта-Фе-Спрінгз на сході, Норуолк на південному сході, Беллфлавер на півдні, Парамаунт на південному заході, Саут-Гейт на заході та Белл-Гарденс на північному заході.

## Демографія

### Перепис 2010
Згідно з переписом 2010 року, у місті мешкали 111 772 особи в 33 936 домогосподарствах у складі 26 490 родин. Густота населення становила 3434 особи/км².  Було 35601 помешкання (1094/км²).
Расовий склад населення:
| - 56,6 % — білих - 7,0 % — азіатів - 3,9 % — чорних або афроамериканців - 0,7 % — корінних американців - 0,2 % — вихідців з тихоокеанських островів - 27,6 % — осіб інших рас |

До двох чи більше рас належало 4,1 %. Частка іспаномовних становила 70,7 % від усіх жителів.
За віковим діапазоном населення розподілялося таким чином: 26,8 % — особи молодші 18 років, 62,8 % — особи у віці 18—64 років, 10,4 % — особи у віці 65 років та старші. Медіана віку мешканця становила 33,3 року. На 100 осіб жіночої статі у місті припадало 94,1 чоловіків;  на 100 жінок у віці від 18 років та старших — 90,4 чоловіків також старших 18 років.
Середній дохід на одне домашнє господарство  становив 75 964 долари США (медіана — 62 897), а середній дохід на одну сім'ю — 80 694 долари (медіана — 66 373). Медіана доходів становила 41 937 доларів для чоловіків та 40 389 доларів для жінок. За межею бідності перебувало 11,4 % осіб, у тому числі 15,2 % дітей у віці до 18 років та 9,2 % осіб у віці 65 років та старших.
Цивільне працевлаштоване населення становило 53 114 особи. Основні галузі зайнятості: освіта, охорона здоров'я та соціальна допомога — 20,7 %, виробництво — 12,9 %, роздрібна торгівля — 11,8 %.

### Перепис 2000
За даним перепису 2000, населення Давні становить 107 323 осіб. Густота населення дорівнює 3 336,4 осіб на км². Расовий склад такий: 53,48% білих, 7,74% азіатів, 3,75% афроамериканців, 0,87% корінних американців, 0,22% жителів тихоокеанських островів, 29,05% інших рас. У місті Давні представлена друга за чисельністю кубинська громада на Заході США. Вона становить 1,96% від усього населення.
Віковий склад вийшов наступним: 29,2% — молодше 18 років; 9,8% — від 18 до 24 років; 31,2% — з 25 до 44 років; 18,8% — від 45 до 64 років;11,0% — 65 років та старше. Середній вік склав 32 років. На кожні 100 жінок припадає 94, 6 чоловіків. На кожні 100 жінок віком 18 років та старше припадало 89,8 чоловіків.

## Відомі люди
- Раян Голлвег — американський хокеїст.